# ماریوس مولر-وستنهاگن
ماریوس مولر-وستنهاگن (آلمانی: Marius Müller-Westernhagen؛ زادهٔ ۱۹۴۸) هنرپیشه و خواننده اهل آلمان است.